# Velfærd til Alle
Velfærd til Alle-initiativet, initiativ bestående af store dele af den danske fagbevægelse og elev- og studenterbevægelse. Kæmpede for reel velfærd til alle danskere i efteråret 2006 i forbindelse med forhandlingerne om finansloven 2007. En del af de folkelige velfærdsprotester der kom til udtryk igennem hele 2006 – bl.a. også igennem initiativer som velfærdsmissionen og 17. maj-initiativet.
Talsmand for initiativet var DGS' formand Rosa Lund.
Initiativtagere: PLS, EEO og DGS.